# David Logan
David Kyle Logan (Chicago, 26. prosinca 1982.) američki je profesionalni košarkaš. Igra na poziciji razigravača, a trenutačno je član poljskog kluba Asseco Prokom Sopota. Prijavio se na NBA draft 2005., ali nije izabran od strane nijedne momčadi. U srpnju 2009. dobio je poljsko državljanstvo i moći će nastupiti za domaću reprezentaciju na Europskom prvenstvu u Poljskoj 2009. godine.

## Sveučilište
Logan je na posljednjoj godini na sveučilištu Indianapolis postizao 28.6 poena po utakmici. Dobio je nagradu za igrača godine NCAA Druge divizije,a sveučilišnu karijeru završio kao najbolji strijelac u povijesti sveučilišta s 2,352 postignuta poena. 

## Karijera
U sezoni 2005./06. potpisuje za talijanskog drugoligaša Pallacanestro Paviu. U prosincu 2006. odlazi u izraelsku Electru Ramat Hasharon. Nakon toga se natrag vraća u Sjedinjene Države, te je odigrao sedam utakmica za NBA D-League momčad Fort Worth Flyerse. Sezonu 2006./07. završio je kao član poljskog SKS Starograda. U sezoni 2007./08. potpisuje za Turow Zgorzelec, s kojim u Eurokupu stigao do najboljih osam momčadi. Dobrim igrama zaslužio je poziv poljskog euroligaša Asseco Prokoma. U sezoni 2008./09. prosječno ubacivao 18.3 poena i bio prvo ime najjače poljske momčadi. 

## Vanjske poveznice
- Profil na Euroleague.net
- Profil na NBA.com